# 고대사 연표

## 청동기-철기 초기 시대

### 기원전 제4천년기
- 기원전 3200년경: 수메르(설형문자)와[1] 이집트(신성문자)에서 문자가 발명되다.
- 기원전 3200년경: 아일랜드섬에 뉴그레인지가 세워지다.
- 기원전 3200년경: 오늘날의 그리스에 키클라데스 문명.
- 기원전 3200년경: 오늘날의 페루에 노르테 치코 문명.
- 기원전 3200년경: 오늘날의 이란에 원엘람 문명이 흥기.
- 기원전 3150년: 이집트 제1왕조.
- 기원전 3100년경: 오크니 제도에 스캐러 브레이 건설.
- 기원전 3000년경: 이집트력.
- 기원전 3000년경: 스톤헨지 건설 시작. 극초기의 스톤헨지는 환호 1개와 56개의 나무기둥으로 이루어져 있었다.[2]
- 기원전 3000년경: 오늘날의 루마니아와 우크라이나에 쿠쿠테니-트리필랴 문화.

### 기원전 제3천년기
- 기원전 3000년: 오늘날의 이란에 지로프트 문명.
- 기원전 3000년: 이집트에서 파피루스가 처음으로 사용.
- 기원전 2800년: 인더스 문명의 코트 디지 단계 시작.
- 기원전 2800년: 중국에 룽산 문화.
- 기원전 2700년: 미노아 문명의 도시 크노소스의 인구가 80,000명에 도달
- 기원전 2700년: 오늘날의 이란에 엘람 문명 흥기.
- 기원전 2700년: 최초의 글로 쓰여진 문학작품 길가메시 서사시
- 기원전 2700년: 이집트 고왕국.
- 기원전 2600년: 수메르 문명권의 아부 살라비크에서 현재까지 실물이 남아 있는 가장 오래된 문학작품들(Instructions of Shuruppak, Kesh temple hymn 등)을 남기다.
- 기원전 2600년: 인더스 문명의 원숙 하라파 단계 시작.
- 기원전 2600년: 유카탄반도에 마야 문명 출현.
- 기원전 2560년: 이집트 파라오 쿠푸가 대피라미드 완공. 이즈음 아프리카의 뿔 지역에 푼트 왕국이 있어 이집트와 교역했다는 기록이 있다.
- 기원전 2500년: 누비아의 케르마 문화.
- 기원전 2500년: 맘모스가 절멸하다.
- 기원전 2334년 또는 2270년: 아카드 제국이 건국되다.
- 기원전 2250년: 안데스산맥의 지팡이의 신. 미주대륙에서 발견되는 최초의 신(神)의 도상이다.
- 기원전 2200년: 4.2천년 사건. 북아프리카, 중동, 북아메리카 내륙지방의 극심한 건조화. 이로 인한 가뭄으로 이집트 고왕국과 메소포타미아 아카드 제국이 붕괴했다.
- 기원전 2200년: 스톤헨지가 완공.
- 기원전 2055년: 이집트 중왕국 건국.
- 기원전 2000년: 말의 가축화.

### 기원전 제2천년기
- 기원전 1900년: 중국에 얼리터우 문화.
- 기원전 1800년: 음소문자의 출현.
- 기원전 1780년: 함무라비 법전.
- 기원전 1700년: 인더스 문명이 종말하고 H 묘지 문화로 계승되다. 동시기 북미에서는 포버티포인트 문화가 시작.
- 기원전 1600년: 미노아 문명이 산토리니섬의 미노아 분화로 멸망하다.
- 기원전 1600년: 미케네 문명.
- 기원전 1600년: 중국 상조 건국.
- 기원전 1600년: 히타이트인들이 동지중해의 패권을 잡기 시작하다. 동시기 미탄니 문명도 등장[3]
- 기원전 1550년경: 이집트 신왕국 건국.
- 기원전 1500년: 리그베다가 완성되다.
- 기원전 1400년경: 우가리트의 후르리어 노래가 알려진 노래 중 최초로 기보법을 사용하다. 동시기 북인도에서는 다사라즈나 전투가 발생.[4]
- 기원전 1400년: 오늘날의 멕시코에서 올멕 문명이 번영하다.
- 기원전 1200년: 켈트족의 할슈타트 문명.
- 기원전 1200년: 베다 시대 초기 문명인 쿠루 왕국.[5]
- 기원전 1200년: 후기 청동기 시대의 붕괴.
- 기원전 1180년경: 히타이트 제국의 붕괴.
- 기원전 1100년: 철의 사용이 확산.
- 기원전 1046년: 주 무왕이 상조를 전복하고 주조를 세우다.
- 기원전 1000년: 서아프리카에 녹 문화.
- 기원전 1000년경: 다윗이 이스라엘 왕국의 2대 왕이 되다.

### 기원전 제1천년기
- 기원전 970년: 솔로몬이 이스라엘의 3대 왕이 되다.
- 기원전 890년: 『일리아드』, 『오디세이아』가 지어지다.
- 기원전 814년: 페니키아인들이 오늘날의 튀니지에 카르타고를 세우다.
- 기원전 800년: 그리스 도시국가(폴리스)들의 흥기.
- 기원전 788년: 오늘날의 말레이시아 숭가이 바투에 철 용광로가 만들어지다.
- 기원전 785년경: 쿠시 왕국의 흥기.

## 고전 시대

### 기원전 8세기
- 기원전 776년: 기록된 최초의 올림피아 제전.
- 기원전 753년: 로마의 건국(전통적 연대비정).
- 기원전 745년: 티글라트-필레세르 3세가 아시리아의 왕으로 즉위하다. 그는 주변국들을 정복하여 아시리아를 제국의 반열에 올렸다.
- 기원전 728년: 메디아 제국의 흥기.
- 기원전 722년: 중국에서 주조의 권력이 형해화되며 춘추시대가 시작되다.

### 기원전 7세기
- 기원전 700년 경: 수라세나 왕국의 수도인 마투라에서 야다바족의 통속 종교인 바가바트교 등장.[6]
- 기원전 700년: 아라비아 펠릭스에 마리브댐이 건설되다.
- 기원전 653년: 페르시아 아케메네스조의 흥기.
- 기원전 612년: 바빌로니아인, 메디아인, 스키타이인이 동맹하여 니네베를 함락시키면서 아시리아 제국이 멸망하다.
- 기원전 600년경: 차드호 근방에 사오 문명이 흥기.

### 기원전 6세기
- 기원전 600년: 남인도에 판디아, 체라, 촐라 왕조가 출현
- 기원전 600년: 북인도에 십육대국 출현.
- 기원전 600년: 오아하카의 사포텍 문명에서 문자가 사용됨.
- 기원전 551년: 유교의 창시자 공자가 태어나다.
- 기원전 550년: 키루스 2세가 아케메네스조 페르시아를 제국의 반열에 올리다.
- 기원전 549년: 자이나교의 창시자 마하비라가 태어나다.
- 기원전 546년: 크로이소스가 키루스 2세에게 쫓겨나고 리디아가 페르시아에게 망하다.
- 기원전 544년: 빔비사라 왕의 마가다국이 북인도의 패권을 잡다.
- 기원전 539년: 바빌로니아 제국이 키루스 2세의 페르시아에게 망하고 유대인들이 해방되다.
- 기원전 529년: 키루스 2세가 죽다.
- 기원전 525년: 페르시아의 캄비세스 2세가 이집트를 정복하다.
- 기원전 512년경: 페르시아의 다리우스 1세가 동트라키아를 예속시키고 마케돈의 칭신을 받으며 리비아를 합병하다. 페르시아의 최대 판도.
- 기원전 509년: 로마 국왕이 폐위되고 공화국이 건국되다(전통적 연대비정).
- 기원전 508년: 아테나이에 민주정이 세워지다.
- 기원전 500년경: 에우클레이데스가 『기하학원론』을 완성하다.

### 기원전 5세기
- 기원전 500년: 파니니가 산스크리트어의 문법과 형태를 표준화하다. 파니니가 표준화한 산스크리트어를 고전 산스크리트어라고 한다.
- 기원전 500년: 핑갈라가 숫자 0과 이진법을 사용하다.
- 기원전 499년: 밀레토스 왕 아리스타고라스가 소아시아의 그리스계 국가들에게 페르시아 제국에 대한 반란을 선동하다. 그리스-페르시아 전쟁의 시작.
- 기원전 490년: 마라톤 전투. 그리스 도시국가들이 페르시아의 침공을 저지하다.
- 기원전 483년: 고타마 싯다르타가 죽다.
- 기원전 480년: 페르시아의 크세르크세스 1세가 그리스를 침공. 페르모필레 전투 및 살라미스 해전이 벌어지다.
- 기원전 479년: 공자가 죽다.
- 기원전 475년: 주조의 왕이 허수아비로 전락하면서 전국시대가 시작되다.
- 기원전 470년-기원전 469년: 소크라테스가 태어나다.
- 기원전 465년: 크세르크세스 1세가 살해되다.
- 기원전 460년: 데모크리토스가 태어나다.
- 기원전 458년: 고대 그리스 연극 중 현재까지 전해지는 유일한 삼부작인 아이스킬로스의 『오레스테이아』가 공영되다.
- 기원전 449년: 그리스-페르시아 전쟁 종전.
- 기원전 447년: 아테나이에 파르테논이 건설되기 시작하다.
- 기원전 432년: 파르테논이 완공되다.
- 기원전 431년: 펠로폰네소스 전쟁 개전.
- 기원전 429년: 소포클레스의 연극 『오이디푸스 왕』이 초연하다.
- 기원전 427년: 플라톤이 태어나다.
- 기원전 424년: 북인도에서 난다 왕조가 흥기하다.
- 기원전 404년: 펠로폰네소스 전쟁 종전.
- 기원전 400년경: 오늘날의 리비아 페잔 지역에 관개농업국가 가라만테스가 흥기하다.

### 기원전 4세기
- 기원전 400년: 오늘날의 멕시코 몬테알반 주변에서 사포텍 문명이 번성하다.
- 기원전 399년: 소크라테스가 죽다.
- 기원전 384년: 아리스토텔레스가 태어나다.
- 기원전 377년: 스리랑카에 아누라다푸라 왕국이 흥기.[7][8]
- 기원전 370년: 데모크리토스가 죽다.
- 기원전 331년: 가우가멜라 전투. 마케돈의 알렉산드로스 3세가 다리우스 3세에게 승리하고 페르시아를 정복하다.
- 기원전 326년: 히다스페스강 전투. 알렉산드로스 3세가 포루스에게 승리하다.
- 기원전 323년: 알렉산드로스 3세가 바빌로니아에서 죽다.
- 기원전 322년: 아리스토텔레스가 죽다.
- 기원전 321년: 찬드라굽타 마우리아가 북인도 난다 왕조를 전복하다.
- 기원전 305년: 찬드라굽타 마우리아가 마케돈의 바빌로니아 태수 셀레우코스 1세 니카토르에게서 파로파니사다이(타불), 아리아(헤라트), 아라코시아(칸다하르), 게드로시아(발루치스탄)을 빼앗다.

### 기원전 3세기
- 기원전 300년: 남인도(타밀라캄)의 산카 문화 시대.
- 기원전 300년: 남인도에 촐라 제국.
- 기원전 300년: 오늘날의 멕시코 촐룰라에 부피가 가장 큰(높이는 쿠푸의 대피라미드가 더 높다) 피라미드인 촐룰라 대피라미드의 건설.
- 기원전 273년: 아소카가 북인도 마우리아 제국의 황제가 되다.
- 기원전 261년: 칼링가 전쟁.
- 기원전 257년: 안즈엉브엉이 베트남을 장악하다(아우락 왕국).
- 기원전 255년: 아소카가 스리랑카에 자기 아들 마힌다를 대표단으로 하는 불교 선교단을 파견하다.
- 기원전 250년: 페르시아 제2제국인 아시카니아(일명 파르티아)의 흥기
- 기원전 232년: 아소카가 죽고 이후 마우리아조는 쇠퇴하다.
- 기원전 230년: 남인도에 사타바하나조가 출현.
- 기원전 221년: 진 시황제가 중국을 통일, 전국시대가 끝나다. 이후 기원후 1912년까지 지속되는 중화제국의 시작. 진조는 북방 국경에 만리장성 축조를 시작한다.
- 기원전 207년: 남월이 광저우에서 북베트남까지 진출하다.
- 기원전 206년: 전한 고제가 중국을 재통일(초한전쟁)하다.
- 기원전 202년: 자마 전투. 스키피오 아프리카누스가 한니발 바르카에게 승리하다.
- 기원전 200년경: 남인도에 체라조가 출현.

### 기원전 2세기
- 기원전 200년: 마야 문명의 최대도시 엘미라도르가 번영하다.
- 기원전 200년: 백등산 포위전. 전한 고제가 흉노의 묵돌 선우에게 패하고 한조가 흉노를 형으로 모시는 형제관계를 맺다.
- 기원전 200년: 중국에서 종이가 발명되다.
- 기원전 185년: 북인도에 슝가조가 세워지다.
- 기원전 146년: 제3차 포에니 전쟁이 로마의 승리로 끝나다. 로마는 카르타고를 완전히 파괴하고 오늘날의 튀니지와 리비아를 정복하다.
- 기원전 140년: 동중서가 한조의 재상이 되다. 이후 한조는 유교를 정식으로 국교로 삼는다.
- 기원전 146년: 로마가 그리스를 정복하다.
- 기원전 133년: 한흉전쟁의 시작. 한조가 흉노에 공세적으로 전환하다. 이후 220년간 비단길의 패권을 놓고 두 제국 간에 전쟁이 계속되다.
- 기원전 121년: 로마군이 갈리아에 처음 진입하다.
- 기원전 111년: 제1차 중국의 베트남 지배.
- 기원전 108년: 한조가 위만조선을 멸망시키고 한사군을 설치하다.
- 기원전 100년경: 남인도의 촐라조가 흥기하다.

### 기원전 1세기
- 기원전 82년경: 부레비스타가 다키아의 왕이 되다.
- 기원전 80년: 피렌체시가 세워지다.
- 기원전 60년경-기원전 44년: 부레비스타가 남독일에서 트라키아에 이르는 땅을 정복하고 에게해에까지 닿다.
- 기원전 49년: 카이사르의 내전.
- 기원전 44년: 율리우스 카이사르가 마르쿠스 브루투스외 일당에게 살해되다. 같은 시기 부레비스타도 암살되고 그의 제국은 오늘날의 루마니아 지역의 5개 왕국으로 분열하다.
- 기원전 43년: 리베라토레스의 내전.
- 기원전 40년: 로마의 이집트 정복.
- 기원전 30년: 안토니우스의 내전 종전. 이집트의 마지막 실질적 파라오 클레오파트라 7세 필로파토르가 자살하다.
- 기원전 27년: 가이우스 옥타비우스가 로마 원로원으로부터 프린켑스와 아우구스투스의 칭호를 받음으로써 최초의 로마 황제가 되다. 로마 제국(원수정)의 시작. 황제의 신변보호를 위해 친위대인 프라이토리아니가 설치되다.
- 기원전 18년: 예루살렘 성전이 재건되다.
- 기원전 6년: 아우구스투스의 친자 가이우스 카이사르와 루키우스 카이사르가 모두 어려서 죽다.
- 기원전 4년: 나사렛 사람 예수가 태어나다.

### 기원후 1세기
- 기원후 8년: 왕망이 선양받아 신조를 창건하다.
- 기원후 9년: 토이토부르크 숲 전투. 로마 제국군이 게르만족 동맹군에게 대패하다.
- 기원후 14년: 로마 황제 아우구스투스가 죽고 양자 티베리우스가 계승하다.
- 기원후 26년-기원전 34년: 예수가 십자가형에 처해지다. 정확한 날짜는 불명.
- 기원후 25년: 후한 광무제가 중국을 재통일, 후한을 창건하다.
- 기원후 37년: 로마 황제 티베리우스가 죽고 조카 칼리굴라가 계승하다.
- 기원후 40년: 로마가 모로코를 정복하다.
- 기원후 41년: 로마 황제 칼리굴라가 원로원에게 암살되고 삼촌 클라우디우스가 계승하다.
- 기원후 43년: 로마 제국이 브리튼섬에 처음 상륙하다.
- 기원후 54년: 로마 황제 클라우디우스가 죽고 종손 네로가 계승하다.
- 기원후 68년: 네로가 자살하면서 율리우스-클라우디우스조는 단절. 로마는 네 명의 황제의 해에 돌입하다.
- 기원후 70년: 티투스가 예루살렘을 파괴하다.
- 기원후 79년: 베수비오산이 분화하여 폼페이가 파괴되다.
- 기원후 98년: 로마 황제 네르바가 재위 2년만에 자연사하고 양자 트라야누스가 계승하다.
- 기원후 100년경: 아프리카의 뿔 지역에 악숨 왕국이 출현하다.

### 기원후 2세기
- 기원후 106년: 트라야누스 치세에서 로마 제국이 루마니아, 이라크, 아르메니아를 정복하며 최대 판도에 도달하다.
- 기원후 117년: 로마 황제 트라야누스가 자연사하다. 양자 하드리아누스가 계승하다. 하드리아누스는 이라크와 아르메니아를 포기한다.
- 기원후 122년: 하드리아누스 방벽의 건설이 시작되다.
- 기원후 126년: 하드리아누스가 로마 만신전을 완공하다.
- 기원후 138년: 로마 황제 하드리아누스가 자연사하다. 양자 안토니누스 피우스가 계승하다.
- 기원후 161년: 로마 황제 안토니누스 피누스가 죽고 양자 마르쿠스 아우렐리우스가 계승하다. 안토니누스 피누스 치세는 로마 역사상 전쟁이 없었던 유일한 시기였다.
- 기원후 180년: 로마 황제 마르쿠스 아우렐리우스가 죽고 아들 콤모두스가 계승하다.
- 기원후 184년: 한 제국의 권력이 형해화되고 후한말의 난세로 진입하다.
- 기원후 192년: 베트남 중부에 참파 왕국이 출현하다.

### 기원후 3세기
- 기원후 200년대: 말레이 지역에 불교 제국 스리위자야가 세워지다.
- 기원후 220년: 중국에서 이름뿐이던 후한이 완전히 망하고 삼국시대가 시작되다.
- 기원후 226년: 파르티아조가 몰락하고 페르시아 제3제국인 사산조가 흥기하다.
- 기원후 238년: 사산조 페르시아의 샤푸르 1세가 로마 황제 고르디아누스 3세, 필리푸스 아라브스, 발레리아누스에게 연달아 승리하다. 발레리아누스는 아예 포로로 잡히다.
- 기원후 280년: 서진 무제가 동오를 멸망시키고 중국을 재통일하다(서진).
- 기원후 285년: 로마 황제 디오클레티아누스가 제국을 동로마와 서로마로 나누고 전제정을 도입하다. 또한 대규모 기독교 박해를 개시하다.
- 기원후 292년: 로마 제국의 수도가 공식적으로 로마에서 메디올라눔(오늘날의 밀라노)로 이전하다.

### 기원후 4세기
- 기원후 301년: 로마 황제 디오클레티아누스가 상품판매가에 관한 칙령을 발표하다.
- 기원후 304년: 영가의 난. 북방 유목민족들이 남하하면서 서진의 붕괴가 시작되다.
- 기원후 313년: 밀라노 칙령. 로마 제국 내 모든 종교에 대한 관용이 선포되다.
- 기원후 325년: 콘스탄티누스 1세가 제1차 니케아 공의회를 소집하다.
- 기원후 330년: 콘스탄티노폴리스가 명명되고 동로마 제국의 수도가 되다.
- 기원전 335년: 사무드라굽타가 인도 굽타 제국의 황제가 되다.
- 기원후 337년: 로마 황제 콘스탄티누스 1세가 죽고 그 아들들인 콘스탄티우스 2세, 콘스탄스, 콘스탄티누스 2세가 로마의 황제들이 되다.
- 기원후 350년: 두 형제가 죽으면서 콘스탄티우스 2세가 단독황제가 되다.
- 기원후 354년: 히포 사람 아우구스티누스가 태어나다.
- 기원후 361년: 로마 황제 콘스탄티우스 2세가 죽고 사촌 율리아누스가 계승하다.
- 기원후 378년: 아드리아노폴리스 전투. 로마군이 고트인 게르만족에게 패배하다.
- 기원후 380년: 로마 황제 테오도시우스 1세가 아리우스파 기독교를 이단으로 선언하다.
- 기원후 395년: 테오도시우스 1세가 칼케돈파 기독교(즉 천주교)를 제외한 모든 종교를 불법화하다.

### 기원후 5세기
- 기원후 406년: 로마인들이 브리타니아에서 쫓겨나다.
- 기원후 407년: 서고트인들이 로마령 갈리아에 진입하다.
- 기원후 410년: 서고트인의 로마 약탈. 기원전 390년 갈리아인의 약탈 이래 800년만에 로마가 털리다.
- 기원후 415년: 게르만족들이 히스파니아에 진입하다.
- 기원후 429년: 반달인이 게르만족 중 처음으로 북아프리카에 진입하다.
- 기원후 439년: 반달인들이 모로코에서 튀니지에 이르는 땅을 정복하고 반달 왕국을 세우다.
- 기원후 455년: 반달인들이 로마를 약탈하고 시칠리아와 사르데냐를 정복하다.
- 기원후 455년경: 스칸다굽타가 인도-에프탈의 공격을 격퇴하다.
- 기원후 476년: 마지막 서로마 황제 로물루스 아우구스투스가 헤룰리 게르만 군장 오도아케르에게 폐위되다. 오도아케르는 서로마의 보기를 동로마 황제 제노에게 반환하고 "이탈리아의 공작(dux)"으로 인정받다. 서로마 제국의 멸망을 보통 서양 고대사의 끝이자 서양 중세사의 시작으로 본다.

## 같이 보기
- 중세사 연표